# 애슐린 피어스
애슐린 피어스(Ashlyn Pearce, 1994년 ~ )은 TV 드라마 더 볼드 앤 더 뷰티풀에서 '알리' 역할로 잘 알려진 미국의 배우이다. 피어스는 2013년 '더 볼드 앤 뷰티풀'에 캐스팅되어 2015년까지 출연하였다.

## 참여 작품
- 더 볼드 앤 더 뷰티풀
- 세일럼 (드라마)